# 112 Dywizja Pancerna (ZSRR)
112 Dywizja Pancerna – związek taktyczny wojsk pancernych Armii Czerwonej okresu II wojny światowej.

## Działania bojowe
112 Dywizja Pancerna została sformowana w sierpniu 1941 r. w Kraju Nadmorskim na bazie 112 pułku czołgów 239 Dywizji Zmotoryzowanej z 30 Korpusu Zmechanizowanego.